# 가브리엘라 미스트랄
가브리엘라 미스트랄(Gabriela Mistral, 1889년 4월 7일 비쿠냐 ~ 1957년 1월 10일 미국 뉴욕주 헴프스테드)은 칠레의 시인이자 작가, 외교관인 루실라 고도이 데 알카야가 (Lucila de María del Perpetuo Socorro Godoy Alcayaga)의 필명이다. 라틴아메리카 출신으로는 처음으로 1945년 노벨 문학상을 수상했다.

## 같이 보기
- 바너드 칼리지
- 여자 노벨상 수상자 목록